# Mayra Matos
Mayra Matos Pérez (Cabo Rojo, Puerto Rico, 28 de agosto de 1988) es una modelo, actriz y reina de belleza puertorriqueña Ganadora del Certamen Miss Puerto Rico Universo 2009 y cuarta finalista del Miss Universo 2009.

## Miss Puerto Rico Universo 2009
Mayra representó a su natal Cabo Rojo en Miss Puerto Rico Universo 2009 en la cual además de ser la ganadora, se llevó el título del rostro más Bello.

## Miss Universo 2009
Mayra Matos representó a Puerto Rico en el Miss Universo 2009 que se realizó en las Isla Bahamas. Desde su llegada fue una de las grandes favoritas, logró ser la cuarta finalista al final del certamen, el cual ganó la venezolana Stefania Fernández